# Pudella carlae
Pudella carlae – nowo opisany (2024) gatunek ssaka z podrodziny saren (Capreolinae) w obrębie rodziny jeleniowatych (Cervidae). Gatunek słabo poznany występujący w północnym Peru; niepoddany jeszcze ocenie zagrożenia przez Międzynarodową Unię Ochrony Przyrody.

## Taksonomia
Gatunek po raz pierwszy zgodnie z zasadami nazewnictwa binominalnego opisał w 2024 roku południowoamerykański zespół teriologów – Peruwiańczyk Javier Barrio, Wenezuelczyk Eliécer E. Gutiérrez i Urugwajczyk Guillermo D’Elía – umieszczając go w ponownie wskrzeszonym rodzaju Pudella i nadając mu epitet gatunkowy carlae. Miejsce typowe to Valle de la Colpa (6°23′18″S 77°13′57″W/-6,388400 -77,232500, na wysokości 2360 m n.p.m.), Rodríguez de Mendoza, Amazonas, Peru. Holotyp to zakonserwowana skóra i czaszka dorosłej samicy (sygnatura MUSM 55639) ze zbiorów Museo de Historia Natural Uniwersytetu Świętego Marka w Limie; okaz typowy zebrali 10 grudnia 2009 roku Fanny Cornejo i Carlos Tello.
Pudella carlae tworzy grupę siostrzaną z P. mephistophiles, zwanym po polsku pudu północnym. Obydwa gatunki nie są blisko spokrewnione z pudu południowym (Pudu puda), uważanym kiedyś za bliskiego krewnego P. mephistophiles. P. carlae i P. mephistophiles tworzą klad bazalny w stosunku do większości innych neotropikalnych jeleniowatych (z wyjątkiem Odocoileus i niektórych członków Mazama).
Uproszczony kladogram plemienia Odocoileini oparty na analizach cytochromu b.
|  | Subulo      |
|  |             |
|  | Blastocerus |
|  |             |

|  | Hippocamelus |
|  |              |
|  | Ozotoceros   |
|  |              |

|  | Subulo      |
|  |             |
|  | Blastocerus |
|  |             |

|  | Hippocamelus |
|  |              |
|  | Ozotoceros   |
|  |              |

|  | Subulo      |
|  |             |
|  | Blastocerus |
|  |             |

|  | Hippocamelus |
|  |              |
|  | Ozotoceros   |
|  |              |

|  | Subulo      |
|  |             |
|  | Blastocerus |
|  |             |

|  | Hippocamelus |
|  |              |
|  | Ozotoceros   |
|  |              |

|  | Pudella mephistophiles |
|  |                        |
|  | Pudella cariae         |
|  |                        |

|  | Subulo      |
|  |             |
|  | Blastocerus |
|  |             |

|  | Hippocamelus |
|  |              |
|  | Ozotoceros   |
|  |              |

|  | Subulo      |
|  |             |
|  | Blastocerus |
|  |             |

|  | Hippocamelus |
|  |              |
|  | Ozotoceros   |
|  |              |

|  | Subulo      |
|  |             |
|  | Blastocerus |
|  |             |

|  | Hippocamelus |
|  |              |
|  | Ozotoceros   |
|  |              |

|  | Subulo      |
|  |             |
|  | Blastocerus |
|  |             |

|  | Hippocamelus |
|  |              |
|  | Ozotoceros   |
|  |              |

|  | Pudella mephistophiles |
|  |                        |
|  | Pudella cariae         |
|  |                        |

|  | Subulo      |
|  |             |
|  | Blastocerus |
|  |             |

|  | Hippocamelus |
|  |              |
|  | Ozotoceros   |
|  |              |

|  | Subulo      |
|  |             |
|  | Blastocerus |
|  |             |

|  | Hippocamelus |
|  |              |
|  | Ozotoceros   |
|  |              |

|  | Subulo      |
|  |             |
|  | Blastocerus |
|  |             |

|  | Hippocamelus |
|  |              |
|  | Ozotoceros   |
|  |              |

|  | Subulo      |
|  |             |
|  | Blastocerus |
|  |             |

|  | Hippocamelus |
|  |              |
|  | Ozotoceros   |
|  |              |

|  | Pudella mephistophiles |
|  |                        |
|  | Pudella cariae         |
|  |                        |

|  | Subulo      |
|  |             |
|  | Blastocerus |
|  |             |

|  | Hippocamelus |
|  |              |
|  | Ozotoceros   |
|  |              |

|  | Subulo      |
|  |             |
|  | Blastocerus |
|  |             |

|  | Hippocamelus |
|  |              |
|  | Ozotoceros   |
|  |              |

|  | Subulo      |
|  |             |
|  | Blastocerus |
|  |             |

|  | Hippocamelus |
|  |              |
|  | Ozotoceros   |
|  |              |

|  | Subulo      |
|  |             |
|  | Blastocerus |
|  |             |

|  | Hippocamelus |
|  |              |
|  | Ozotoceros   |
|  |              |

|  | Pudella mephistophiles |
|  |                        |
|  | Pudella cariae         |
|  |                        |

|  | Odocoileus |
|  |            |
|  | Mazama     |
|  |            |

|  | Subulo      |
|  |             |
|  | Blastocerus |
|  |             |

|  | Hippocamelus |
|  |              |
|  | Ozotoceros   |
|  |              |

|  | Subulo      |
|  |             |
|  | Blastocerus |
|  |             |

|  | Hippocamelus |
|  |              |
|  | Ozotoceros   |
|  |              |

|  | Subulo      |
|  |             |
|  | Blastocerus |
|  |             |

|  | Hippocamelus |
|  |              |
|  | Ozotoceros   |
|  |              |

|  | Subulo      |
|  |             |
|  | Blastocerus |
|  |             |

|  | Hippocamelus |
|  |              |
|  | Ozotoceros   |
|  |              |

|  | Pudella mephistophiles |
|  |                        |
|  | Pudella cariae         |
|  |                        |

|  | Subulo      |
|  |             |
|  | Blastocerus |
|  |             |

|  | Hippocamelus |
|  |              |
|  | Ozotoceros   |
|  |              |

|  | Subulo      |
|  |             |
|  | Blastocerus |
|  |             |

|  | Hippocamelus |
|  |              |
|  | Ozotoceros   |
|  |              |

|  | Subulo      |
|  |             |
|  | Blastocerus |
|  |             |

|  | Hippocamelus |
|  |              |
|  | Ozotoceros   |
|  |              |

|  | Subulo      |
|  |             |
|  | Blastocerus |
|  |             |

|  | Hippocamelus |
|  |              |
|  | Ozotoceros   |
|  |              |

|  | Pudella mephistophiles |
|  |                        |
|  | Pudella cariae         |
|  |                        |

|  | Subulo      |
|  |             |
|  | Blastocerus |
|  |             |

|  | Hippocamelus |
|  |              |
|  | Ozotoceros   |
|  |              |

|  | Subulo      |
|  |             |
|  | Blastocerus |
|  |             |

|  | Hippocamelus |
|  |              |
|  | Ozotoceros   |
|  |              |

|  | Subulo      |
|  |             |
|  | Blastocerus |
|  |             |

|  | Hippocamelus |
|  |              |
|  | Ozotoceros   |
|  |              |

|  | Subulo      |
|  |             |
|  | Blastocerus |
|  |             |

|  | Hippocamelus |
|  |              |
|  | Ozotoceros   |
|  |              |

|  | Pudella mephistophiles |
|  |                        |
|  | Pudella cariae         |
|  |                        |

|  | Subulo      |
|  |             |
|  | Blastocerus |
|  |             |

|  | Hippocamelus |
|  |              |
|  | Ozotoceros   |
|  |              |

|  | Subulo      |
|  |             |
|  | Blastocerus |
|  |             |

|  | Hippocamelus |
|  |              |
|  | Ozotoceros   |
|  |              |

|  | Subulo      |
|  |             |
|  | Blastocerus |
|  |             |

|  | Hippocamelus |
|  |              |
|  | Ozotoceros   |
|  |              |

|  | Subulo      |
|  |             |
|  | Blastocerus |
|  |             |

|  | Hippocamelus |
|  |              |
|  | Ozotoceros   |
|  |              |

|  | Pudella mephistophiles |
|  |                        |
|  | Pudella cariae         |
|  |                        |

|  | Odocoileus |
|  |            |
|  | Mazama     |
|  |            |

Gatunek monotypowy, nie wyróżnia się podgatunków.

### Etymologia
- Pudella: rodzaj Pudu J.E. Gray, 1852; łac. przyrostek zdrabniający -ella[7].
- carlae: Carla Gazzolo, peruwiańska biolożka[8].

## Rozmieszczenie geograficzne
P. carlae występuje od południowo-wschodniej części Depresión de Huancabamba w północnym Peru przez peruwiańską część bioregionu Yungas do północnej i środkowej części wschodniej strony peruwiańskich Andów; związku z tym rozmieszczenie P. carlae jest ograniczone pomiędzy dwoma suchymi obszarami – suchą częścią doliny rzeki Marañón na północy i doliną rzeki Mantaro na południu.

## Morfologia
Brak szczegółowych danych dotyczących długości ciała i ogona; masa ciała wynosi od 7 do 9 kg. P. carlae jest większy i prawdopodobnie cięższy od P. mephistophiles. Futro koloru intensywnie pomarańczowobrązowego, z grubym, długim włosem, które jest ciemniejsze na grzbiecie. Na głowie znajduje się ciemnobrązowa maską, która nie sięga czoła. Żółtawo-kremowy kołnierz, który występuje u P. mephistophiles, u P. carlae jest w większości nieobecny lub znacznie zredukowany. Uszy owalne, na zewnątrz brązowawe, zaś wewnątrz o zabarwieniu od szarawego do czysto białego. Brzuch i wewnętrzna strona nóg w odcieniach od ochrowego do jasnoczerwonawego; boki ciała w odcieniach od ciemnopomarańczowego do czerwonawego; zewnętrzna strona nogi i stopy ciemnobrązowe. Posiada gruczoły przyoczodołowe, lecz są one szczątkowe; znajdują się w niepozornym, płytkim otworze. Gruczoły występujące na stopach znajdują się w płytkich fałdach skórnych z ich przodu, tuż nad kopytami. Pierwszy siekacz (I1) jest umiarkowanie szpiczasty, prawie taki jak u Pudu puda, a bardziej szpiczasty niż P. mephistophiles. Nie występuje dół łzowy jak u Pudu puda. Wymiary czaszki holotypu (w mm): długość żuchwy 148,2 mm; długość kondylo-bazalna 141,7 mm; długość condylo-premaxillary 81,8 mm; szerokość jarzmowa 74,7 mm; największa szerokość czaszki 50,9 mm; długość kości nosowej 37,5 mm; szerokość zaoczodołowa na łuku jarzmowym 67,3 mm; szerokość przedoczodołowa w płaszczyźnie czołowej 32,5 mm.

## Biologia i ekologia
Niewiele wiadomo na temat biologii i ekologii P. carlae. P. carlae żywi się głównie roślinami zielnymi i liśćmi roślin drzewiastych, najlepiej krzewów i małych drzew, co zostało zaobserwowane przez miejscową ludność oraz zainstalowane fotopułapki. Widywano nieraz, jak wspina się po pochylonych pniach drzew, aby w wyższych partiach dosięgnąć liści i prawdopodobnie owoców, gdyż jeden z autorów opisu P. carlae (Javier Barrio) zaobserwował, że żywi się on również owocami, zwłaszcza tymi znalezionymi na ziemi i rosnącymi na krzewach. Skład pokarmu P. carlae jest podobny do tego spożywanego przez P. mephistophiles, a nawet Pudu puda; różnice dotyczą tylko gatunków zjadanych roślin, ponieważ skład roślinności w obszarach, na których występują te trzy gatunki, jest w każdym regionie inny. Zamieszkuje lasy karłowate i mgliste, czasami zapuszczając się na wilgotne łąki puna. Widywany na wysokościach pomiędzy 1800–3300 m n.p.m.

## Status zagrożenia i ochrona
P. carlae (stan czerwiec 2024 rok) nie znajduje się w wykazie Czerwonej księdze gatunków zagrożonych Międzynarodowej Unii Ochrony Przyrody i Jej Zasobów. Obszar występowania oszacowany dla P. carlae wynosi poniżej 27000 km², powyżej progu 20000 km², poniżej którego gatunek uznaje się za narażony na wyginięcie. Jednak na większości tego obszaru znajdują się miasta różnej wielkości i otaczające je obszary zmienione przez gospodarką człowieka, wobec czego rzeczywisty obszar odpowiedniego siedliska dla P. carlae może wynosić mniej niż 20 000 km². Ponadto obserwuje się ciągły spadek zasięgu i jakości tych siedlisk. P. carlae występuje w kilku peruwiańskich krajowych obszarach chronionych: Park Narodowy Rio Abiseo, Park Narodowy Yanachaga Chemillén, Santuario Nacional Pampa Hermosa, Santuario Nacional Cordillera de Colán, Bosque de protección Pui Pui, Bosque de Protección Alto Mayo i Reserva comunal Chayu Nain.